# Pere Ysàs i Solanes
Pere Ysàs i Solanes (Rubí, Vallès Occidental, 1955) és catedràtic d'Història Contemporània de la Universitat Autònoma de Barcelona i membre del Centre d'Estudis sobre les Èpoques Franquista i Democràtica (CEFID/UAB). A més ha dirigit, editat o participat en més de cinquanta llibres col·lectius, i col·laborat també en revistes especialitzades. Ysàs ha publicat diverses monografies. Entre les més recents destaquen Productores disciplinados y minorías subversivas. Clase obrera y conflictividad laboral en la España franquista (1998), Catalunya durant el franquisme (1999) (juntament amb Carme Molinero) i Historia política de España, 1939-2000 (2001) (amb Carme Molinero i Josep Maria Marín).